# Zbiornik wodny na Górze Gellerta im. Józsefa Grubera

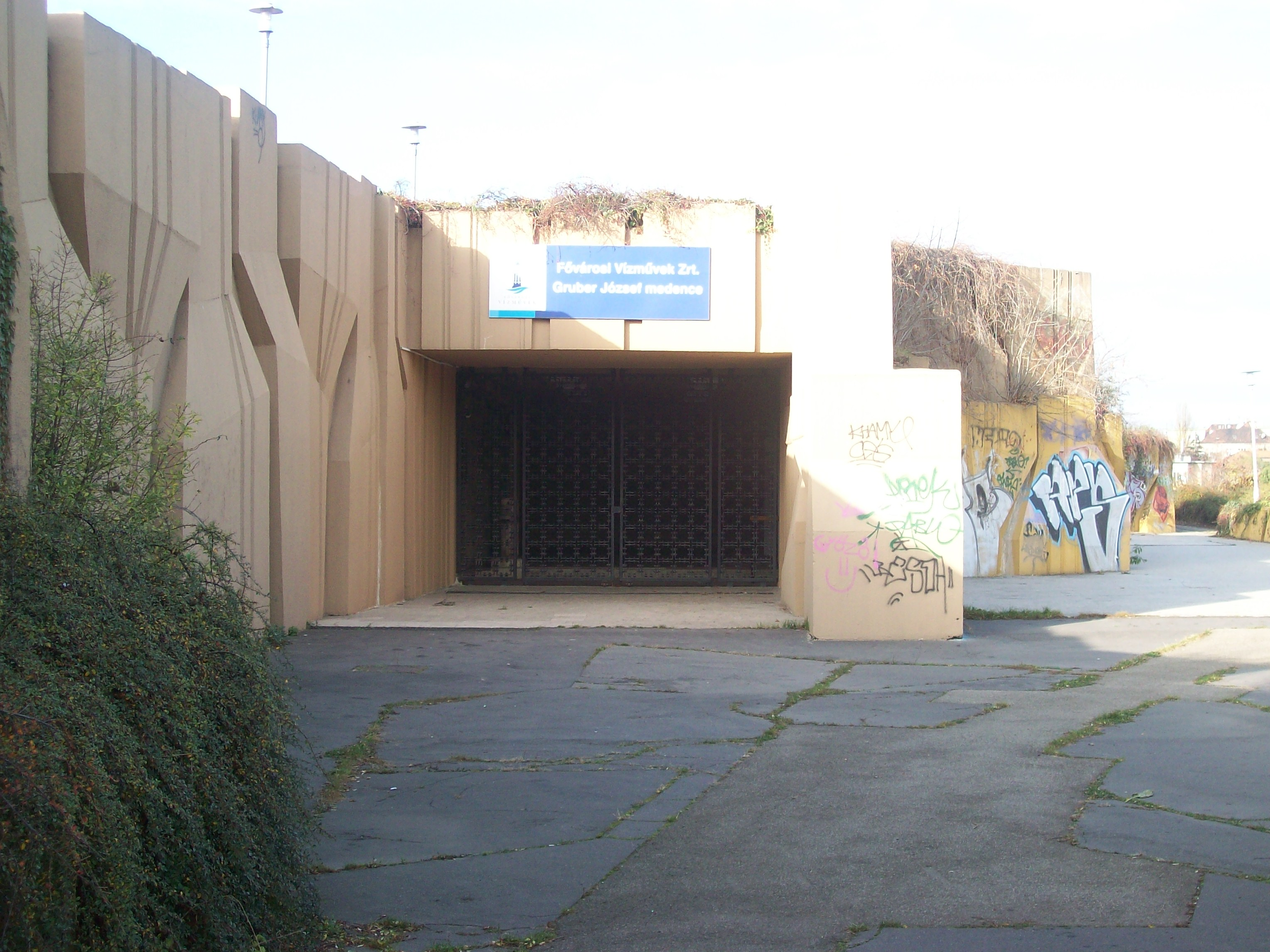
Wejście do zbiornika

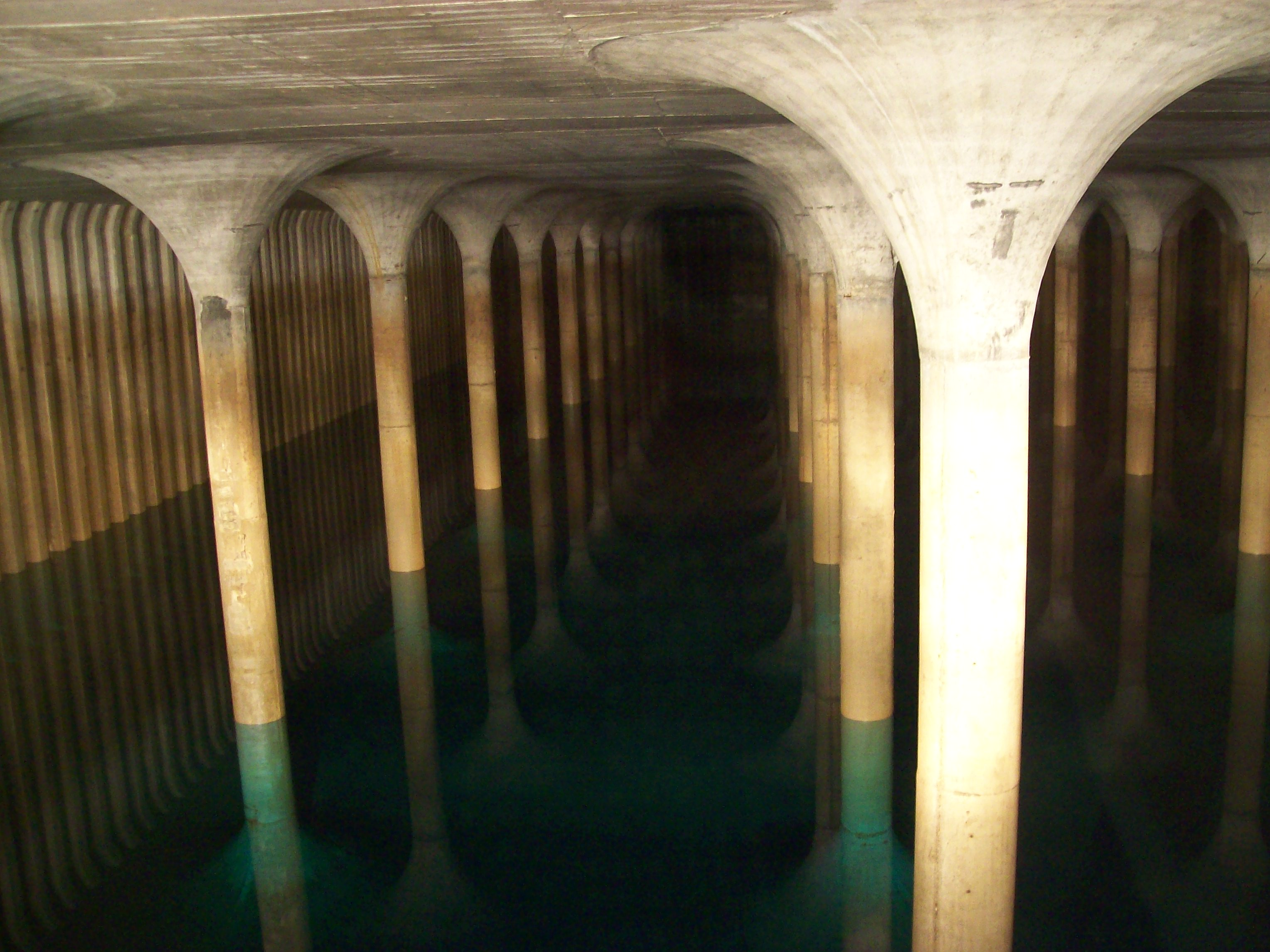
Jeden z basenów zbiornika

Zbiornik wodny na Górze Gellerta im. Józsefa Grubera (węg. Gellérthegyi Gruber József víztároló) – największy podziemny zbiornik wodny w Budapeszcie. Znajduje się na Górze Gellerta terenie ograniczonym ulicami: Hegyalja út, Sánc utca i Orom utca. Wybudowany został w 1904 r., a w latach 1974–1980 rozbudowany do obecnych rozmiarów. Składa się z dwóch basenów w kształcie fortepianu, których pojemność wynosi 2 x 40000 m³. Baseny są tak ukształtowane, że woda płynie przez nie w sposób ciągły na całym przekroju bez stref martwych i turbulencji, dzięki czemu jej jakość nie ulega pogorszeniu. Całkowita powierzchnia zespołu basenów wynosi 2x 5000 m², ich konstrukcja stropowa spoczywa na 2 x 106 filarach, a ściany mają grubość 35 cm. 
Oprócz niego istnieją w Budapeszcie jeszcze dwa zbiorniki wodne o dużej pojemności:  Kőbányai víztároló wybudowany w latach 1869–1871 i Rákosszentmihályi víztározó w 1972 r.